# Чапаевский (Челябинская область)
Чапаевский — посёлок в Кизильском районе Челябинской области России. Входит в состав Полоцкого сельского поселения.

## География
Расположен в восточной части района, у истока реки Ключ (правый приток Кайрахты). Расстояние до районного центра села Кизильского 71 км.

## История
Поселок основан в 1961 году при 1-м отделении совхоза «Полоцкий»..

## Население
| 2002 | 2010 |
| ---- | ---- |
| 204  | ↘141 |

(в 1926 — 182, в 1970 — 318, в 1983 — 215, в 1995 — 259)

## Улицы
- Береговая,
- Заречная,
- Зелёная,
- Луговая,
- Нагорная,
- Центральная.